# Caspar Rudolph

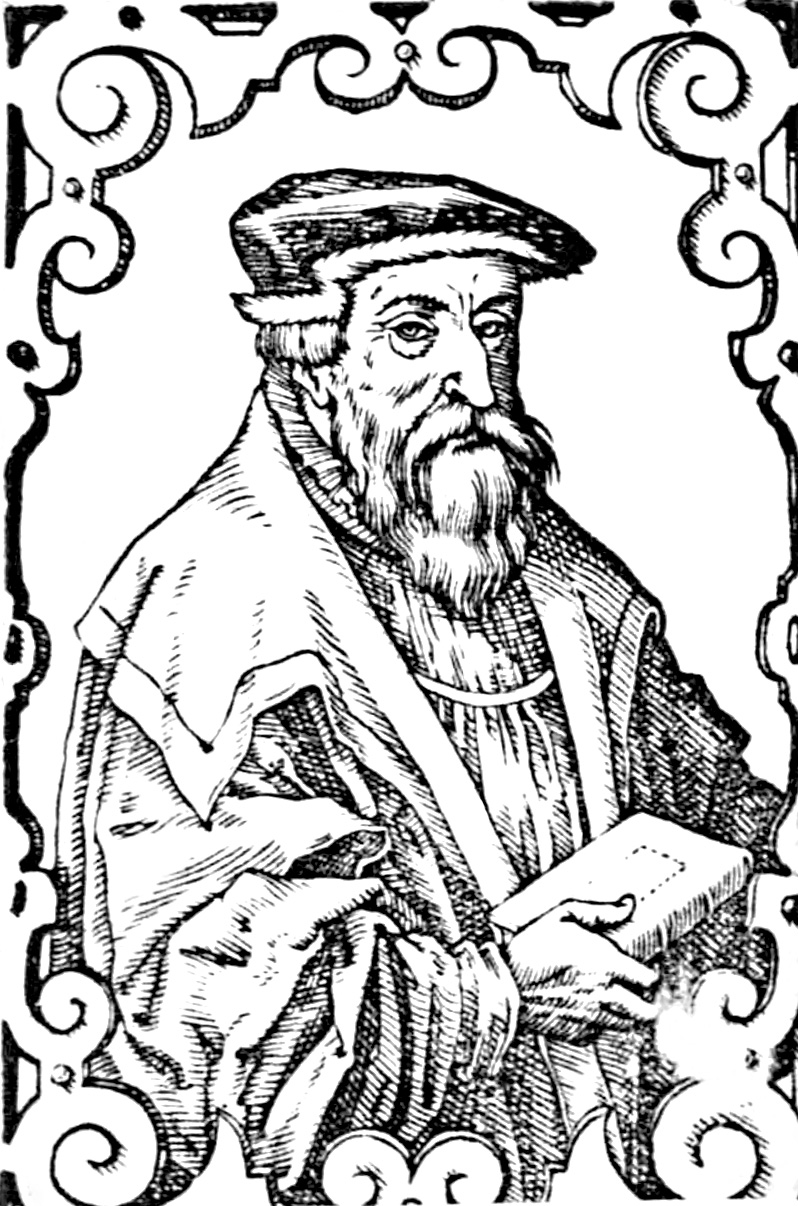
Porträt um 1560

Caspar Rudolph (auch Caspar Rudolphi; * 1501 in Cannstatt; † 23. August 1561 in Marburg) war ein deutscher Philosoph, Schulmann und Hochschullehrer.

## Leben
Rudolph studierte an der Universität Tübingen. Dort erlangte er den Bakkalaureusgrad sowie den Magistergrad. Er kam als Lehrer an die Schule in Esslingen am Neckar, ging dann an die Universität Wittenberg, an der er einen weiteren Magistergrad erhielt. Er kehrte aber aufgrund der Unruhen bezüglich der Reformation in seine Heimat zurück. In der weiteren Zeit wirkte er als Lehrer in Waiblingen, Lauingen und Nördlingen.
Rudolph folgte 1530 einem Ruf als Rektor an Pädagogium Marburg. 1533 wurde er außerdem Professor der Dialektik an der Universität Marburg. Als solcher verfasste er mit Chaspari Rhodolphi Dialectica ein Lehrbuch, das weite Verbreitung fand. Es wurde in mindestens zwölf Auflagen gedruckt. Von 1537 bis 1542 wirkte er außerdem als Ephorus des Pädagogiums. 1547 sollte er für zwei Jahre zur Einrichtung eines Pädagogiums nach Friedberg kommen, allerdings wurde dieser Ruf rückgängig gemacht. Stattdessen wurde er zum 1. Dezember 1547 nach Kassel berufen, um die dortige Schule zu reformieren. Die gleiche Aufgabe kam ihm am Pädagogium in Marburg zu. Von 1548 bis 1550 wirkte er dann tatsächlich in Friedberg. Anschließend war er wieder Professor in Marburg.
Rudolph leitete 1542 als Rektor die Universität Marburg. Von 1554 bis 1561 war er außerdem Stipendiatenephorus der Hessischen Stipendiatenanstalt.

## Werke (Auswahl)
- In Rhodolphi Agricolae de inventione dialectica libros tres, Scholia adpositis, Marburg 1538.
- Chaspari Rhodolphi Dialectica: Ad praescriptum Organi Aristotelici, Ex Interpretibus Graecis congesta, copiosius[que] multò.quàm hactenus, tractata. ... Adceßit postremò Epitome Dialectices, pro pueris Paedagogicis. Item, In Dialecticam Rhod. Agricolae Scholia, Eodem... Egenolph, Frankfurt am Main 1550.